# Монфорте (район)
Монфорти (порт. Monforte) — район (фрегезия) в Португалии, входит в округ Порталегри. Является составной частью муниципалитета Монфорти. По старому административному делению входил в провинцию Алту-Алентежу. Входит в экономико-статистический субрегион Алту-Алентежу, который входит в Алентежу. Население составляет 1248 человек на 2001 год. Занимает площадь 214,49 км².
Шаблон:Районы муниципалитета Монфорти